# Serécourt
Serécourt é uma comuna francesa na região administrativa do Grande Leste, no departamento de Vosges. Estende-se por uma área de 13.7 km². Em 2010 a comuna tinha 105 habitantes (densidade: 7,7 hab./km²).